# Гарамов, Владимир Алексеевич
Владимир Алексеевич Гарамов (8 декабря 1951, город Дзержинский, Московская область, РСФСР, СССР — 19 июня 2012, Екатеринбург, Российская Федерация) — советский и российский цирковой артист, заслуженный артист России.

## Биография
В 1970 г. окончил ГУЦЭИ.
Карьеру начал «вольтижёром» в номере «Галактика». В 1981 г. вместе с группой мастеров спорта по спортивной гимнастике и акробатике создал номер "Воздушный полёт «Орион». В нём сочетались трюковые комбинации с использованием перекладины, двух ловиторов (один в традиционной для полёта — качающейся «ловиторке», другой — в неподвижной «рамке»), и трапеции.
Заслуженный артист России (1994). Лауреат Международного циркового фестиваля «Цирк завтрашнего дня» (Париж, Франция фр. Festival Mondial du Cirque de Demain). Обладатель почётной награды «Серебряный клоун» (Амстердам, Нидерланды).
Умер от инфаркта в Екатеринбурге. Похоронен на кладбище города Дзержинский, неподалёку от Николо-Угрешского монастыря.